# Talisker

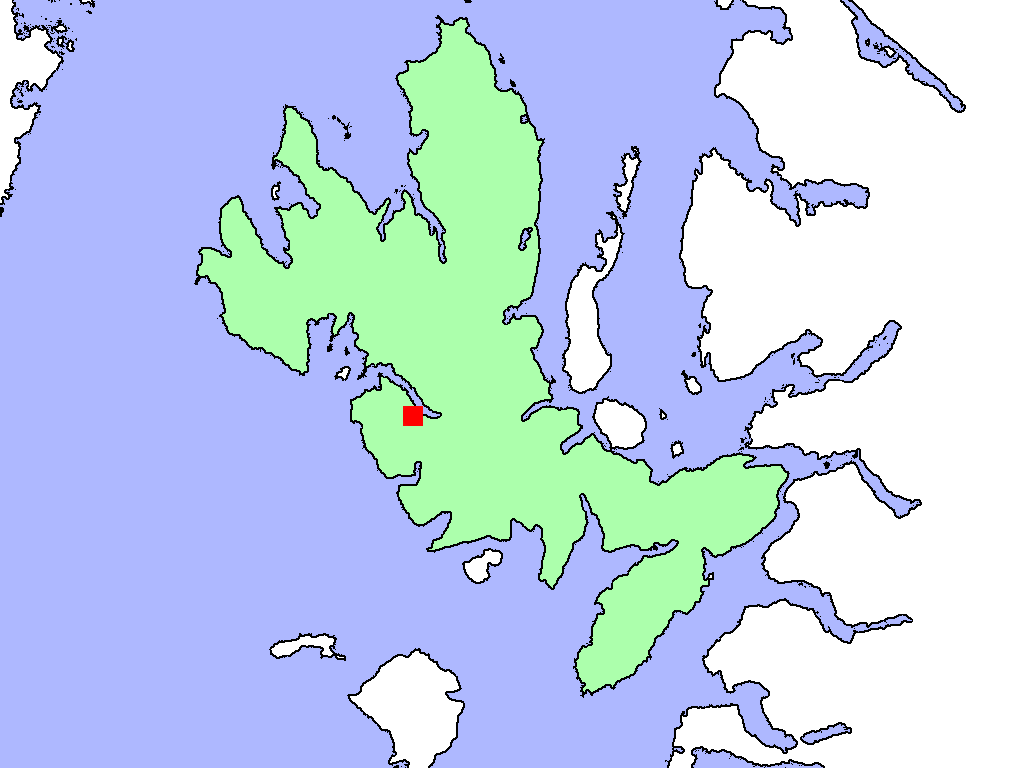
Lage der Talisker-Brennerei auf Skye

Die Talisker-Brennerei ist eine Destillerie für Whisky auf der Insel Skye in Schottland. Die Brennerei gehört zum Spirituosenkonzern Diageo (ehemals United Distillers); der Whisky wird als Teil der Classic-Malts-Serie des Konzerns vermarktet.

## Geschichte
Die Talisker-Brennerei wurde 1831 – ein Jahr nach ihrer Gründung an einem anderen Ort – von den Gebrüdern Hugh und Kenneth MacAskill in dem Ort Carbost am Ufer des Loch Harport errichtet. Der Name leitet sich von dem Anwesen Talisker House ab, das einige Meilen westlich in den Bergen liegt. Nach dem Tod der Brüder übernahm Donald MacLennan die Destillerie, doch weil er kein guter Geschäftsmann war, ging er nach wenigen Monaten bankrott. Anschließend übernahm J. R. W. Anderson die Destillerie, doch ihn ereilte das gleiche Schicksal, und 1880 wurde er wegen Betrugs eingesperrt. Er hatte angeblich noch lagernden Whisky verkauft, der gar nicht vorhanden war. Dem Ruf des Talisker selbst fügte dies jedoch keinen Schaden zu. So zählte Robert Louis Stevenson den Talisker in einem Gedicht zu den king o’ drinks (dt.: „Königin der Getränke“).
Die nächsten Besitzer hatten mehr Erfolg. Alexander Grigor Allan, Finanzverwalter aus Morayshire, und Roderick Kemp, Wein- und Spirituosenhändler aus Aberdeen, bauten die Destillerie wieder auf, bis sie ein Produktionsvolumen von 40.000 Gallonen pro Jahr aufwies. 1892 wurde Allan der alleinige Besitzer. Nach seinem Tod gründeten die Verwalter die Talisker Distillery Co LTD, die wenig später mit der Dailuaine-Brennerei zur Dailuaine-Talisker Distilleries LTD fusionierte.
1900 wurde die Brennerei um einen Pier erweitert, der es Schiffen ermöglichte, bei jedem Wasserstand anzulegen. Ferner wurden eine Feldbahn zur Verbindung der Produktionsstätten und Häuser für die Angestellten errichtet. 1916 übernahm nach dem Tod von Manager Thomas MacKenzie ein Konsortium, dem auch John Walker & Sons angehörte, die Mehrheit der Aktien. Aus diesem Konsortium entstand 1925 die D.C.L. (Distillers Company Ltd.). 1928 stellte die Brennerei den Herstellungsprozess vom dreimaligen Brennen auf das noch heute verwendete zweimalige Brennen um.

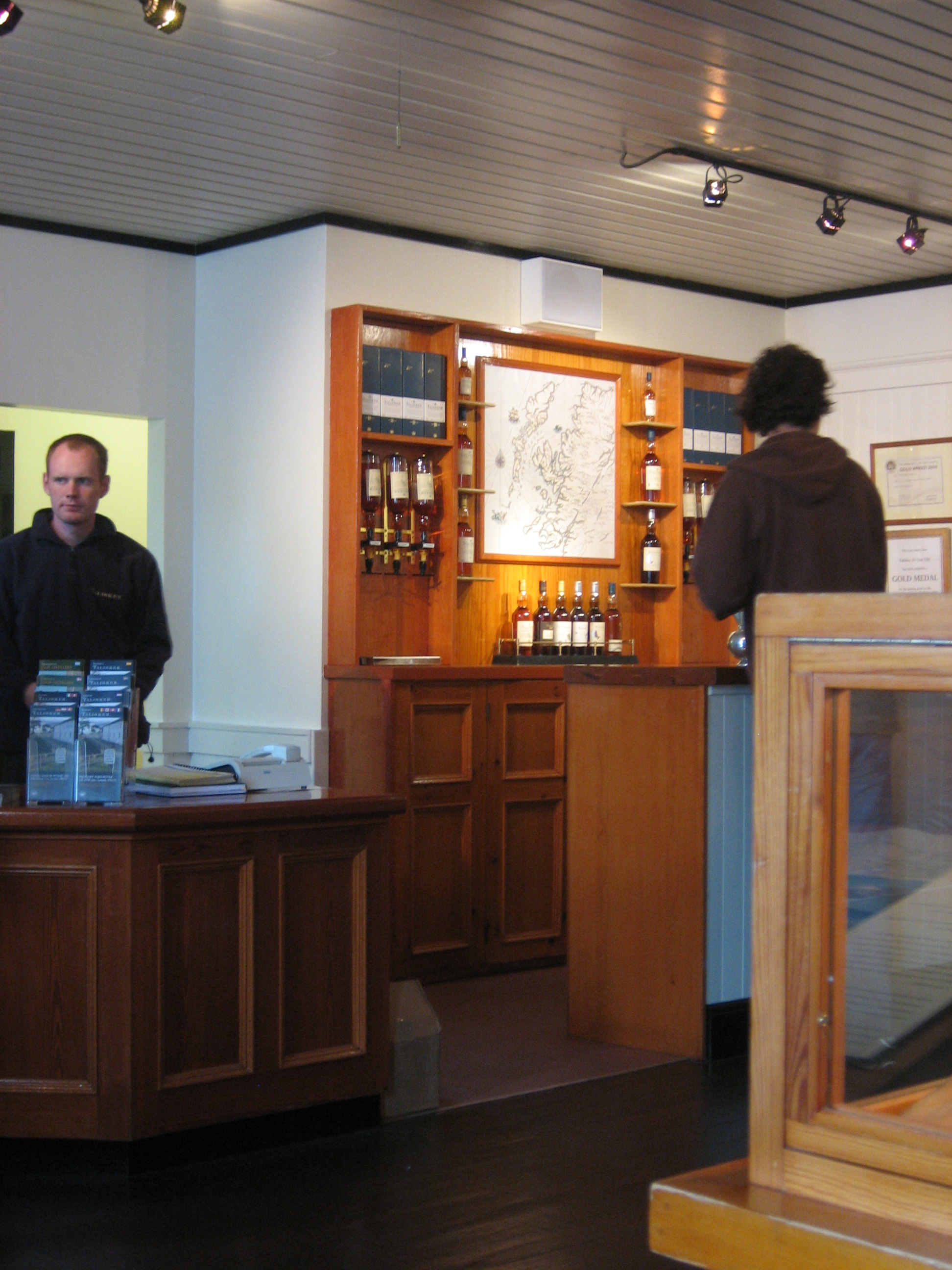
Bar im Besucherzentrum

Im November 1960 wurde die Produktionsstätte durch ein Feuer zerstört. Aus Unachtsamkeit wurde eines der Ventile an spirit still Nummer 1 offen gelassen, bevor der Brennvorgang begann. Da die stills damals noch mit Kohle beheizt wurden, entzündete sich das überlaufende Destillat und setzte das Gebäude in Brand. 1962 wurde die Destillerie originalgetreu wieder aufgebaut, um den ursprünglichen Geschmack des Whiskys beizubehalten. Bis 1972 verfügte die Brennerei noch über eine eigene Mälzerei, seitdem bezieht sie wie die meisten schottischen Brennereien das Malz von externen Produzenten (unter anderem der Mälzerei von Glen Ord).
Heute gehört die Brennerei zu United Distillers & Vinters LTD, die seit 2002 Teil von Diageo ist.
Weil sich Skye großer Beliebtheit bei Touristen erfreut, hat sich auch die Talisker-Brennerei auf den Fremdenverkehr eingestellt und bietet Führungen sowie Whiskyproben an. 2023 betrug die Besucherzahl etwa 184.000 Personen.

## Produktion

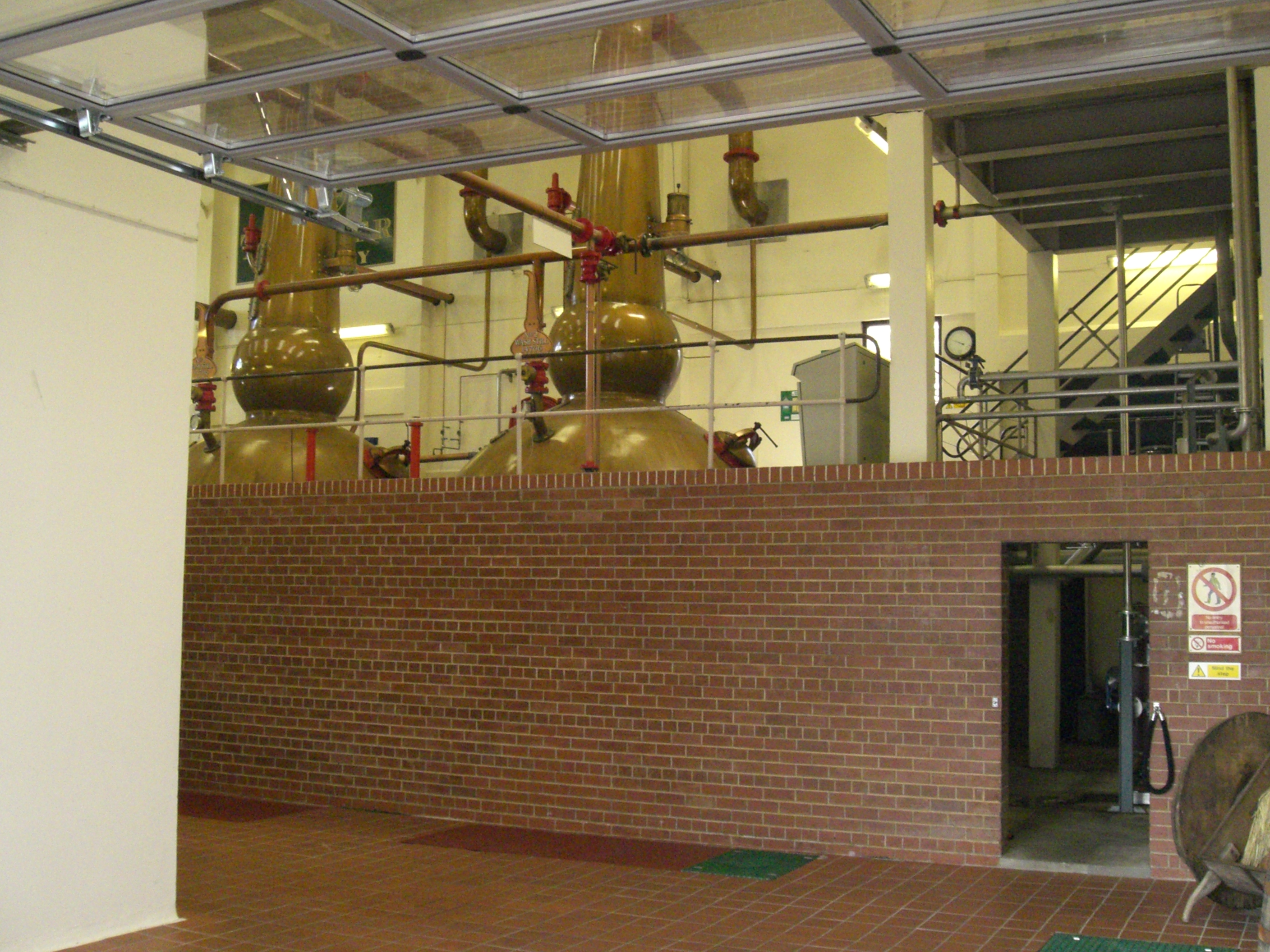
Die Talisker Wash Stills

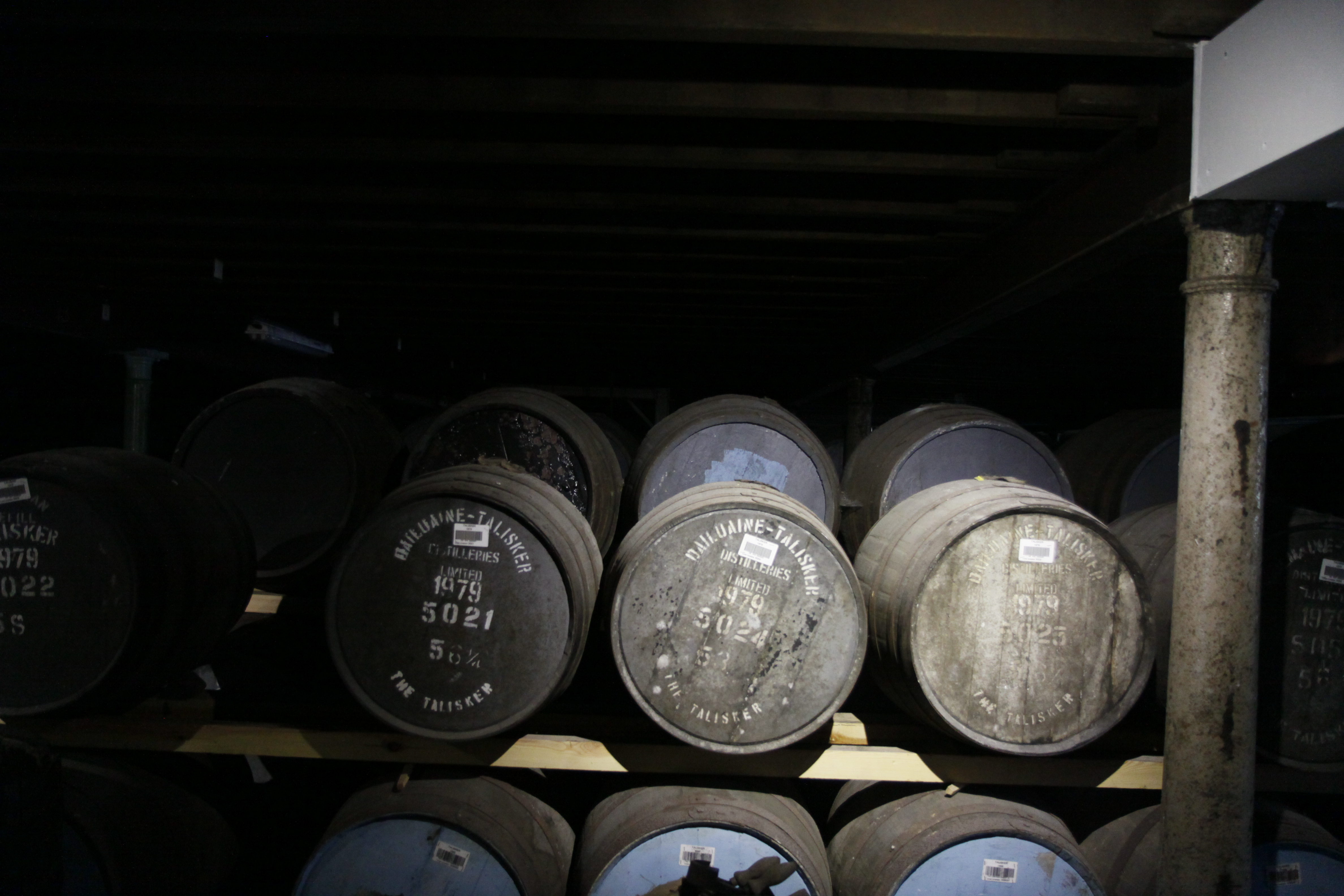
Ein Blick in das Fasslager mit über 35 Jahre alten Fässern

Der Talisker ist ein doppelt destillierter Single-Malt-Whisky. Die Produktionsstätte verfügt über fünf Brennblasen: Zwei wash stills (je 14.706 l) und drei spirit stills (je 11.024 l). Es werden noch Kondensierungsspulen statt moderner Kondenser verwendet. Angeblich sorgen diese für einen volleren Geschmack.
Die Beheizung der Brennblasen wurde in neuerer Zeit von direkter Kohlebefeuerung auf Beheizung mit Wasserdampf umgestellt. Der Wasserdampf wird in einem angrenzenden Haus durch Ölbefeuerung erzeugt. Durch die Vermeidung von offenem Feuer im Stillhouse selber konnte die Brandgefahr erheblich reduziert werden.
Das verwendete Malz ist äußerst torfig, der Phenolgehalt ist mit 25 ppm relativ hoch. Das für die Produktion verwendete Wasser stammt aus 14 verschiedenen Quellen und fließt ebenfalls über Torf, was den Geschmack weiter intensiviert. Talisker-Whiskys werden mit Lebensmittelfarbe (E 150a) dunkler gefärbt, deren bitterer Eigengeschmack beeinträchtigt die Qualität der Whiskys aber kaum.

## Besichtigungen
Talisker verfügt über ein gut ausgebautes Besucherzentrum und kann besichtigt werden. Besonderheiten der Tour sind eine Porteous-Mühle, ein von Abercrombie hergestellter spirit receiver in Form eines Fasses und der Blick ins Fasslager.

## Produkte

### Talisker – Classic Malt, 10 Jahre

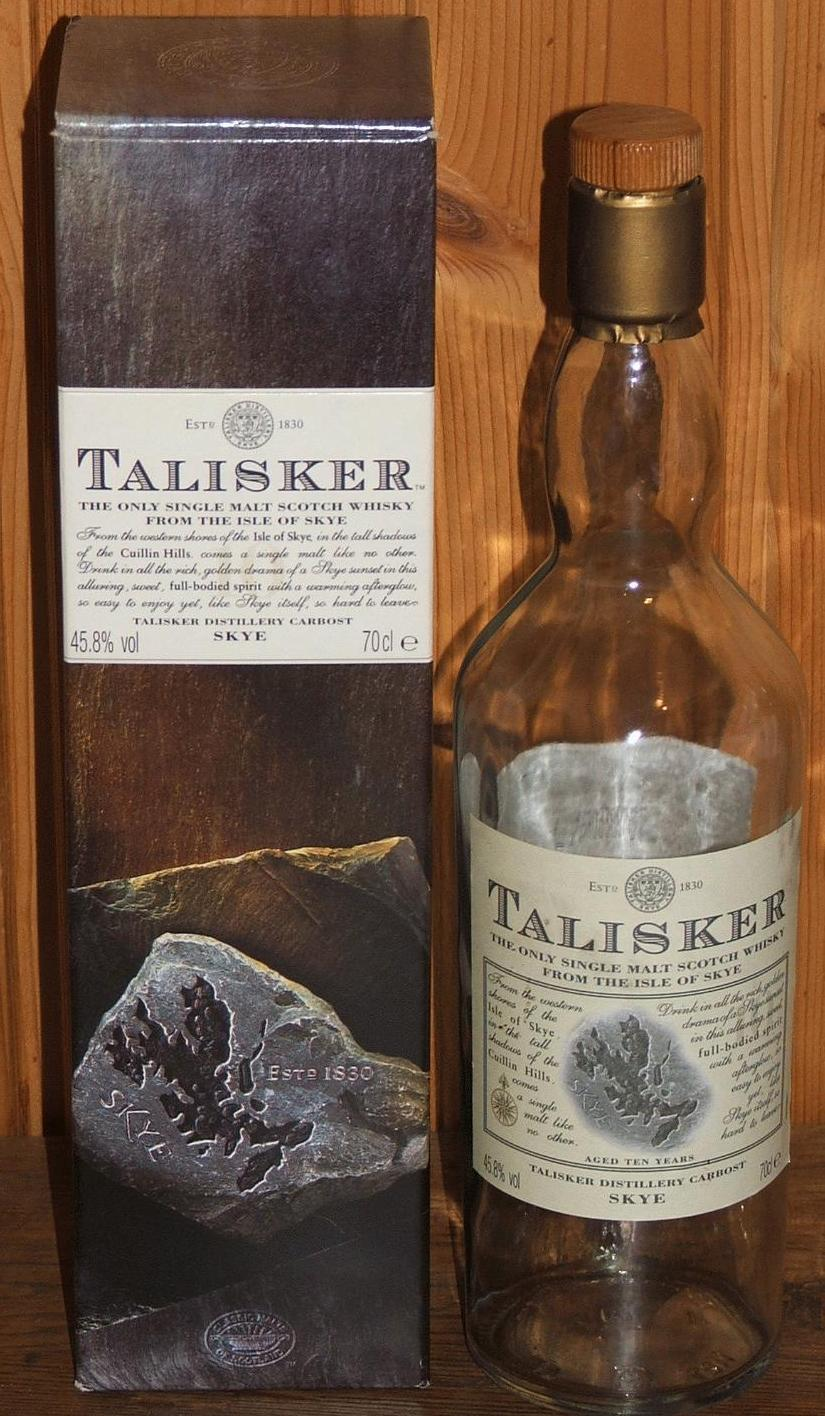
Talisker 10; alte, graue Verpackung
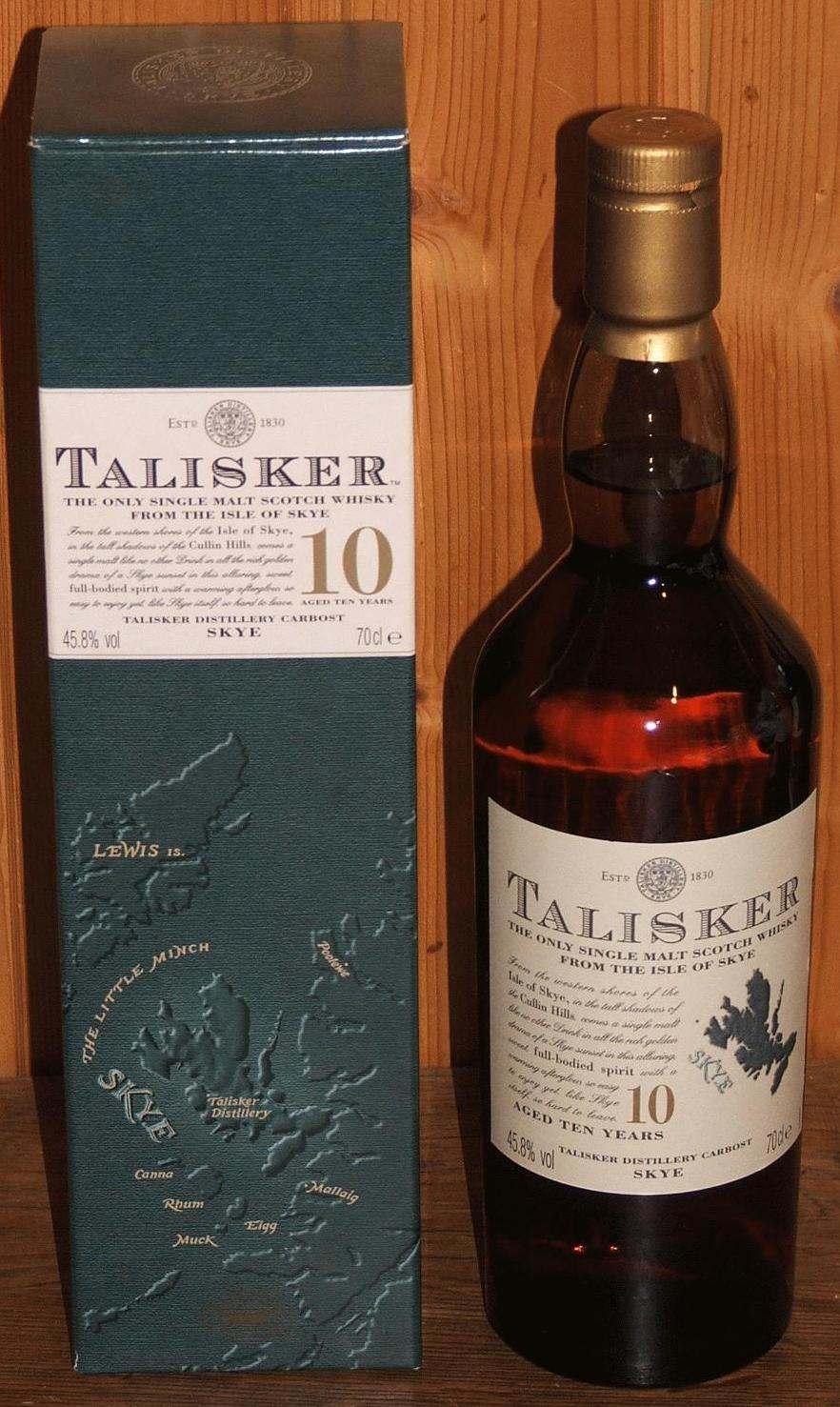
Talisker 10; grüne, französische Verpackung
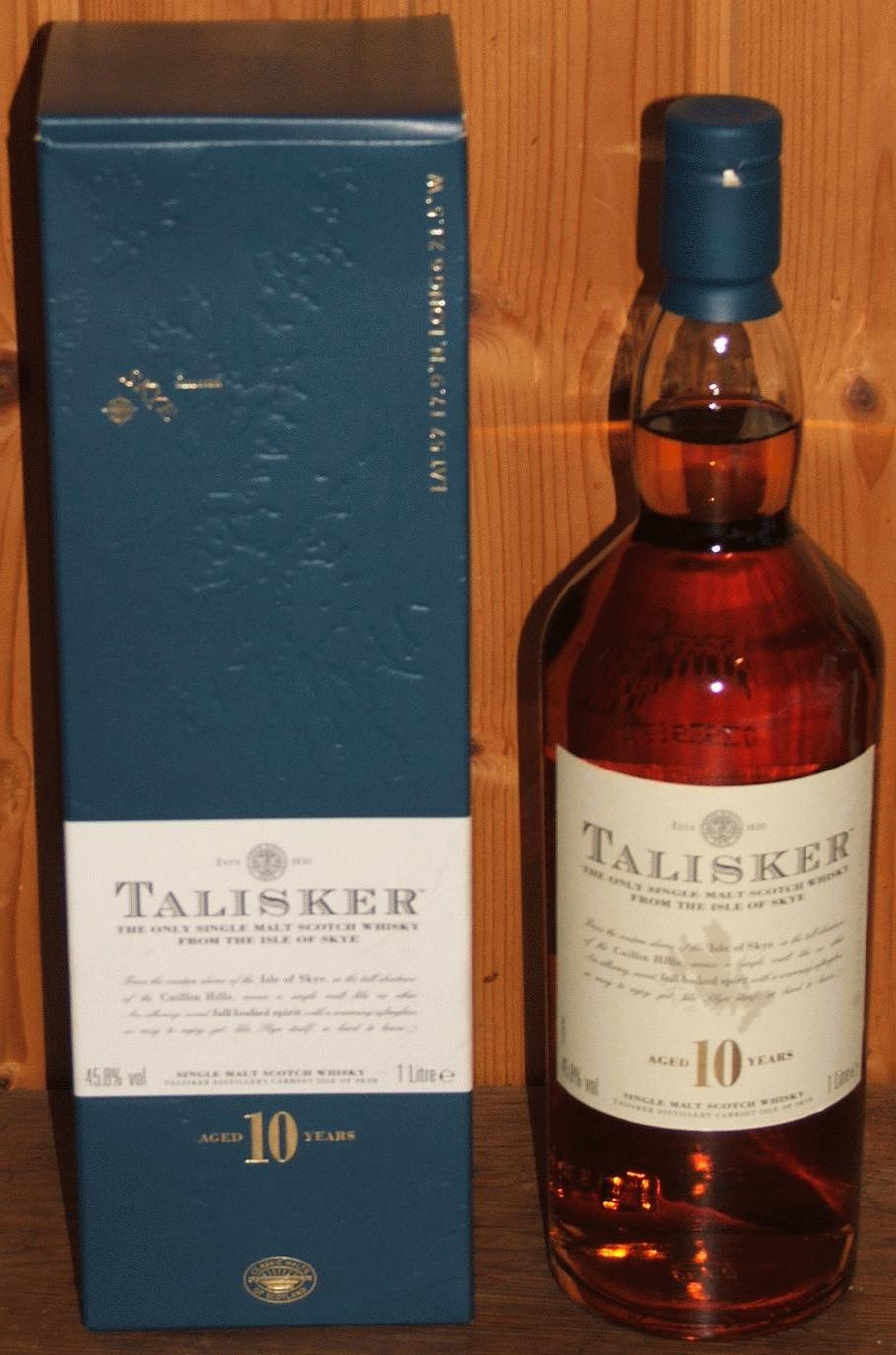
Talisker 10; neuere, blaue Verpackung
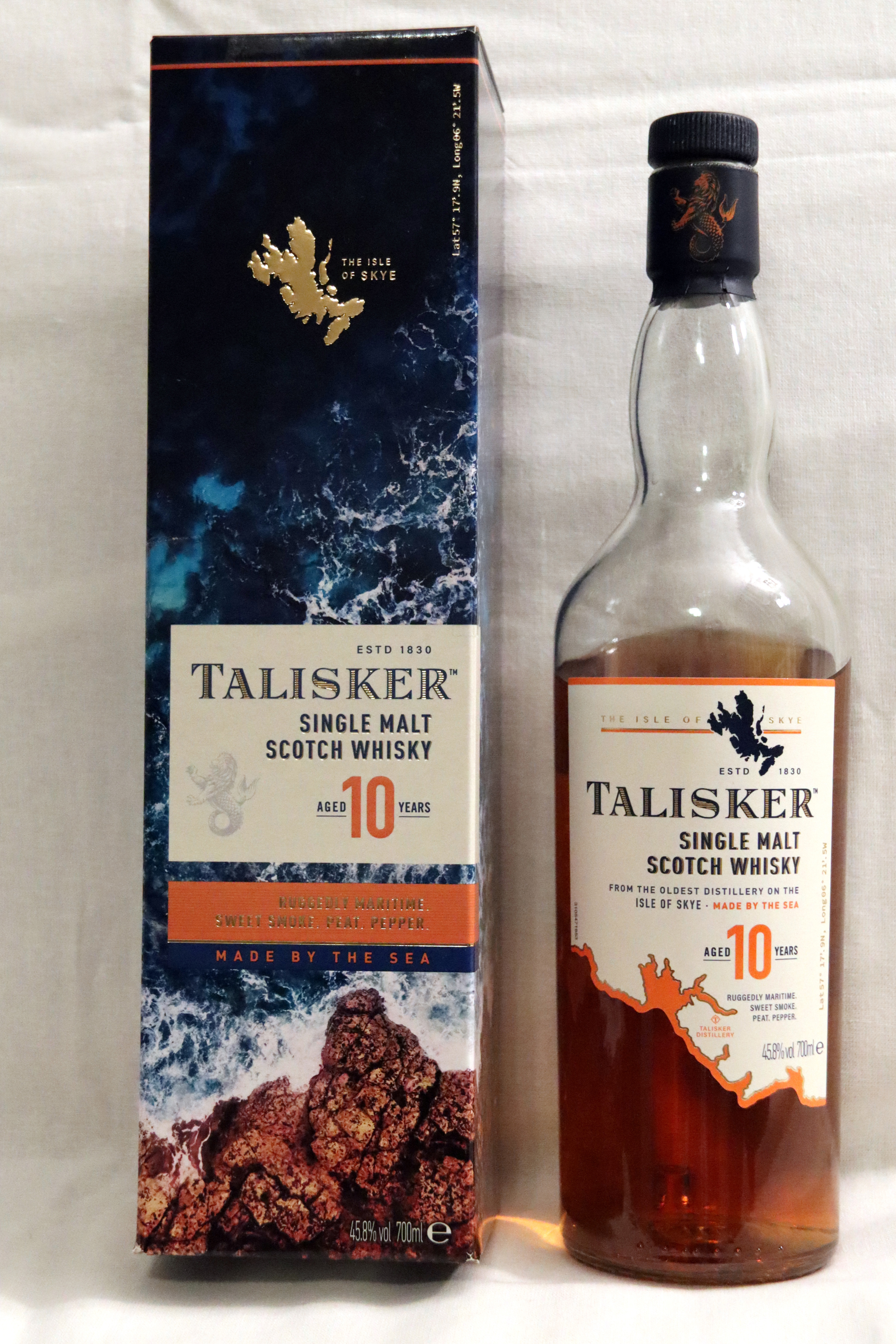
Talisker 10; 2022er Edition

Auszeichnungen:
- Goldmedaille (Internationaler Spirituosenwettbewerb 2005)[2]
- Goldmedaille (Internationaler Spirituosenwettbewerb 2004)[3]
- „Bester Single Malt unter 12 Jahren“ (International Wine & Spirit Competition 2004)[3]

### Talisker – 18 Jahre

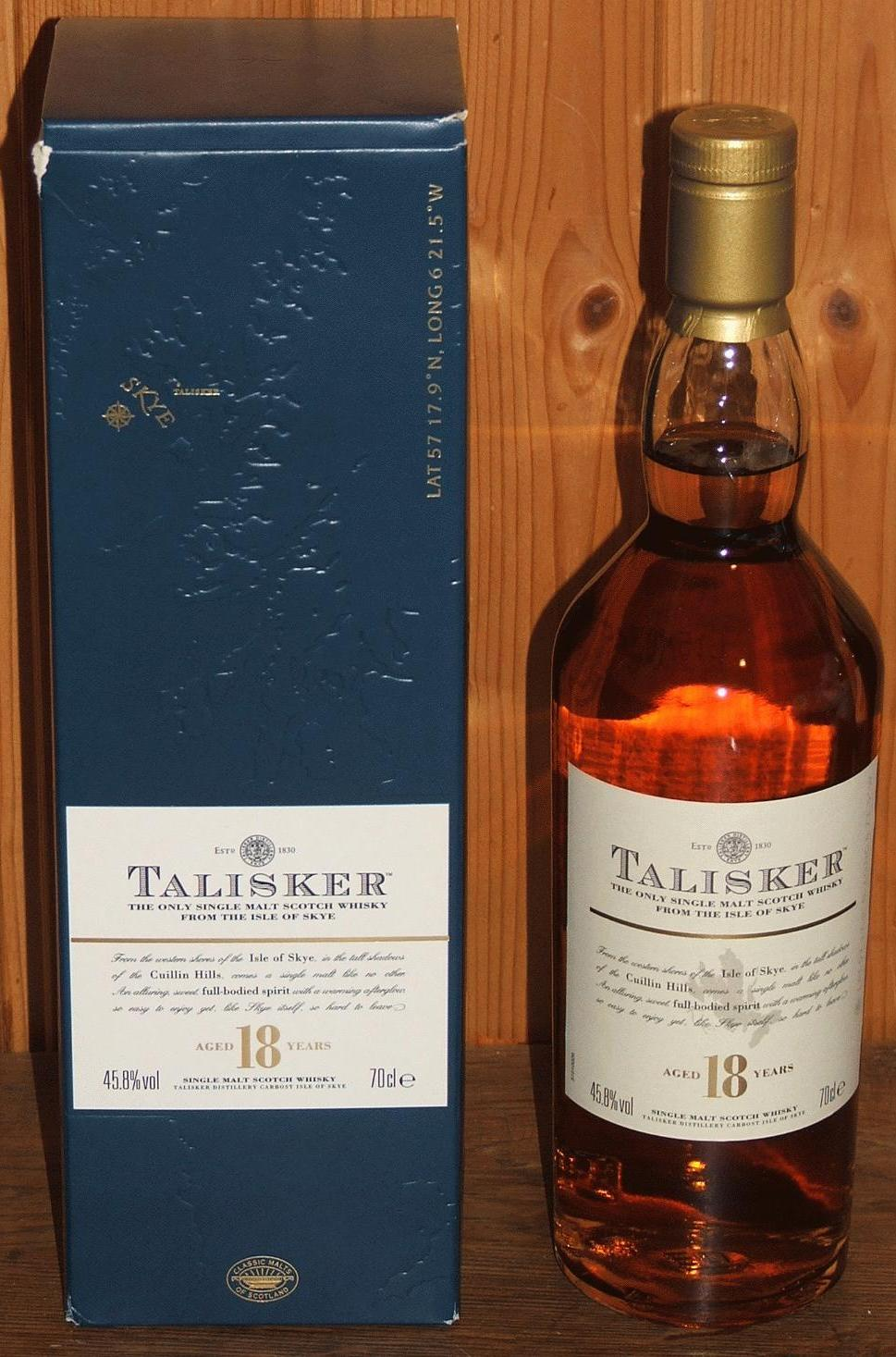
Talisker 18; neue, blaue Verpackung

Nach der langen Lagerung in Sherryfässern erhält dieser Malt ein fruchtiges, äußerst komplexes Aroma. Auch Algen und Menthol soll man schmecken. Der Geschmack ist weniger rauchig, dafür ist der Abgang gewohnt pfeffrig, ergänzt um Eiche, Leder und Meeresaromen.
Auszeichnungen:
- Goldmedaille und „Whisky des Jahres“ (Internationaler Spirituosenwettbewerb 2005)[2]

### Talisker – Distiller's Edition
Für diesen Whisky findet die zweite Reifung in Fässern statt, in denen zuvor der süße Amoroso-Sherry gereift hat. Die Fässer fügen dem Whisky bei der Lagerung eine Süße hinzu.
Auszeichnungen:
- Silbermedaille (Internationaler Spirituosenwettbewerb 2005)[2]

### Talisker – Special Edition, 25 Jahre
Eine weitere Steigerung des 18-jährigen Whiskys bietet die limitierte Special Edition-Ausgabe, in der ein 25-jähriger Talisker mit 57,8 % Alkoholgehalt angeboten wird.

### Talisker ohne Altersangabe
Nach dem bereits 2008 eingeführten Talisker 57° North setzt Diageo seit 2013 verstärkt auf die Erweiterung des Talisker-Sortiments um Varianten ohne Altersangabe. Anfang 2013 wurde Talisker Storm eingeführt, im selben Jahr folgten Talisker Port Ruighe und Talisker Dark Storm und Anfang 2015 Talisker Skye.

### Talisker Wilder Seas
2023 hat Talisker in Kooperation mit der Umweltschutzorganisation Parley for the Oceans den Whisky "Talisker x Parley Wilder Seas" veröffentlicht. Seine Flasche besteht aus Recyclingmaterial und ein Teil der Einnahmen durch Flaschenverkäufe kam der Non-Profit-Organisation zu gute.

### Blends und Liköre
Talisker ist, wie die meisten schottischen Malts auch Bestandteil verschiedener Blended und Vatted Malt Whiskys. Der bekannteste ist der Blend Johnnie Walker, welcher von den Talisker-Eigentümern Diageo hergestellt wird. Der sehr eigene Geschmack eines Inselwhiskys soll nur Nuancen des dem Allgemeingeschmack angepassten Blends beeinflussen. In Fachkreisen wird vermutet, dass in den Blends des auf Skye firmierenden Abfüllers Pràban na Linne ebenfalls Talisker-Whiskys Verwendung finden.
In Edinburgh wird von den Händlern Macleod & Co. ein Blend mit dem Namen Isle of Skye hergestellt, der wahrscheinlich ebenfalls Talisker enthält. Auch der Whiskylikör Drambuie, dessen Tradition noch enger mit der Insel Skye verbunden ist als die des Talisker, beinhaltet Whisky aus dieser Brennerei.